# Blå Kors Norge
Blå Kors Norge är en norsk ekumenisk frivilligorganisation som formellt bildades den 1 januari 2009 genom samgående mellan Blå Kors och Rusfri. I praktiken är de båda ett från den 14 november 2008.

## Blå Kors
Blå Kors var en nykterhetsorganisation på kristen grund bildad 1906, en systerorganisation till Sveriges Blåbandsförbund.

## Rusfri
Rusfri var ett samarbetsråd för 25 kristna organisationer och trossamfund, med uppgift att: 
- motivera och utrusta medlemmarna i drogförebyggande arbete
- arbeta för en drogfri livsstil för den enskilde
- arbeta för drogfria zoner i kristna sammanhang, i familjen och andra viktiga miljöer
- kämpa för minskad drogkonsumtion i samhället
- bidra till förebyggande och diakonalt arbete

Rusfri kan ses som en norsk motsvarighet till svenska Hela människan.